# Filamento intermédio

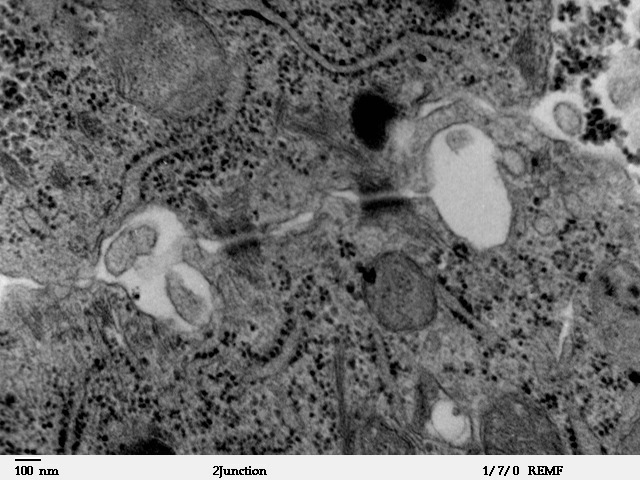
Dois desmossomas mostrando conspícuos filamentos intermédios

Os filamentos intermediários(pt-BR) ou filamentos intermédios(pt-PT?) (FIs) compõem um sistema de estruturas filamentosas, no citoplasma e núcleo de células eucarióticas, diferente dos microtúbulos e dos microfilamentos de actina, que são constituintes do citoesqueleto das células de quase todos os vertebrados. O seu nome deriva do seu diâmetro, entre 7 e 11 nm, menor que o dos microtúbulos (20-25 nm), porém, maior que o dos microfilamentos de actina (5-6 nm). São extremamente insolúveis, de composição protéica completamente diferente da encontrada nos microfilamentos e nos microtúbulos, e formam uma rede estrutural que conecta as hjn celulares, organelas citoplasmáticas e o núcleo. São ubíquos nas células animais, e não existem em plantas e fungos.

## Estrutura
São compostos de proteínas em alfa-hélice, que se agrupam de forma hierárquica, resultando em filamentos intermédios:
- Duas proteínas associam-se de forma paralela, isto é, com as extremidades amínica e carboxílica para o mesmo lado.
  - Dois dímeros associam-se de forma antiparalela para formar um tetrâmero
    - Os tetrâmeros associam-se cabeça com cauda para dar fibras, que por sua vez se associam lateralmente para dar:
      - O filamento intermédio

A unidade funcional, por sua elevada estabilidade no citosol, é o tetrâmero.
Segundo a definição de LAZARIDES , 1982, os FIs compreendem uma complexa classe de proteínas que possuem regiões de homologia na seqüência de aminoácidos, bem como extensas áreas de divergências entre os mesmos. A existência de áreas, estruturalmente, homólogas poderiam também permitir a copolimerização de duas ou mais subunidades, e desmina e GFAP e vimentina e várias citoqueratinas.
O sequenciamento de proteínas e de cDNA tem mostrado que os FIs são membros de uma grande família de multigenes que codificam um número variável de seqüências de aminoácidos. São compostos por um domínio amino terminal (“head”), um domínio central (“rod”) e um domínio carboxiterminal (“tail”). A região “rod” é mais conservada e marginada por domínios carboxi e amino-terminais, com seqüência e tamanho variáveis. Uma característica do domínio “rod”, a qual acredita-se ser importante para a formação de grandes estruturas pelos FIs, é a presença disseminada de regiões de alfa-hélice com seqüência de sete aminoácidos, que se repetem.

## Classificação
Os primeiros relatos encontrados na literatura definiam 5 tipos de FIs nas células dos vertebrados, distribuídos nos tecidos da seguinte maneira: citoqueratinas(tecido epitelial), vimentina (tecido mesenquimal), desmina (tecido muscular), proteína glial fibrilar ácida (astrócitos), neurofilamentos (neurônios). Atualmente, os FIs se encontram agrupados em 6 subclasses distintas:
- classe I: citoqueratinas ácidas
- classe II: citoqueratinas básicas
- classe III: vimentina, desmina, GFAP e periferina, em células musculares e fibroblastos
- classe IV: neurofilamentos, alfa-internexina, em neurônios, principalmente nos axônios;
- classe V: lâminas nucleares, que se situam abaixo do envelope nuclear;
- classe VI: nestina, presente nas células estaminais.

Mais de uma classe de FIs pode ser encontrada na mesma célula e o mesmo filamento pode conter mais de um tipo de subunidade protéica. Estas variações se tornam evidentes quando a composição de um determinado filamento intermediário é examinada em diferentes tipos celulares ou em diferentes estágios de diferenciação de um tipo celular, o que poderia acrescentar à definição de FIs o fato da expressão e a função dos mesmos ser regulada pelo estágio de desenvolvimento da célula.
Todas as classes de FIs possuem algumas propriedades comuns como, por exemplo, o fato de todas serem relativamente resistentes à extração em pH 5.5-8.0 e por possuirem tendência a formar filamentos. Apesar da possibilidade de se produzir anticorpos específicos para cada filamento intermediário, demonstrou-se uma proteína de 66 Kd comum a todos os FIs de vertebrados e invertebrados.
A sua agregação é homo ou heteropolimérica segundo o tipo de proteína: por exemplo, as queratinas são heteropoliméricas e são constituidas por queratinas ácidas e básicas numa relação 1:1.

## Função
A sua função principal é a de dar rigidez e elasticidade à célula. A função depende da composição e localização dos filamentos. As laminas nucleares, para além de darem rigidez ao núcleo, participam na regulação da transcrição. Outros membros, as queratinas, participam em algumas uniões celulares (desmossomas).
Irregularidades na expressão genética das proteínas dos filamentos intermédios causam fragilidade e distrofias celulares (como é o caso de certas cardiomiopatias).

## Estabilidade
Os filamentos intermédios, diferentemente da actina F ou dos microtúbulos, são muito estáveis. Para a sua dinâmica é requerida a fosforilação e desfosforilação dos seus componentes por meio de quinases e fosfatases, respectivamente.

## Relação com outros elementos do citoesqueleto
Existem proteínas associadas aos filamentos intermédios que estabelecem ligações cruzadas com microtúbulos e actina.